# Pavol Kulla
Pavol Kulla (* 5. května 1964) je bývalý slovenský fotbalista, útočník.

## Fotbalová kariéra
V československé hrál za Duklu Banská Bystrica. Nastoupil ve 3 ligových utkáních a dal 1 ligový gól. Ve druhé nejvyšší soutěži hrál i za TŽ Třinec.
Od roku 1993 hrál také za FC Dolní Bečva.

## Ligová bilance
| Ročník                                   | Zápasy | Góly | Klub                  |
| ---------------------------------------- | ------ | ---- | --------------------- |
| Česká národní fotbalová liga 1985/86     | 21     | 1    | TŽ Třinec             |
| Česká národní fotbalová liga 1986/87     | 27     | 4    | TŽ Třinec             |
| 1. československá fotbalová liga 1991/92 | 3      | 1    | Dukla Banská Bystrica |
| CELKEM 1. liga                           | 3      | 1    |                       |